# Albert Schwartz
Albert L. Schwartz (21. prosince 1907 Chicago, Illinois, USA – 7. prosince 1986 Los Angeles, Kalifornie, USA) byl americký plavec židovského původu, který reprezentoval USA na letních olympijských hrách 1932 v Los Angeles.

## Kariéra
Na střední škole byl nejlepším plavcem, závodil za školu Marschall High v Chicagu. Vynikájící výsledky měl i na vysoké škole, Northwestern University, při jejíž reprezentaci se kvalifikoval na letní olympiádu v roce 1932. Tam díky času 58.8 sekund skončil na třetím místě v závodu na 100 metrů.
Po absolvování Northwestern University pokračoval ve studiu na právnické škole na Chicagské univerzitě. Poté vykonával právní praxi v Kalifornii.